# 金山公主 (唐太宗之女)
金山公主（?—?），姓李，名不详。中国唐朝唐太宗李世民第十八女，母不明，年纪很小的时候，就夭折了，史书称之为蚤薨。金山公主生卒年不详，墓葬不详。